# Pasi Sipilä
Pasi Sipilä (ur. 3 marca 1977) – fiński muzyk. W latach 1992–2011 grał w zespole Charon na gitarze. Obecnie zamieszkały w Raahe.